# ケルベルス座

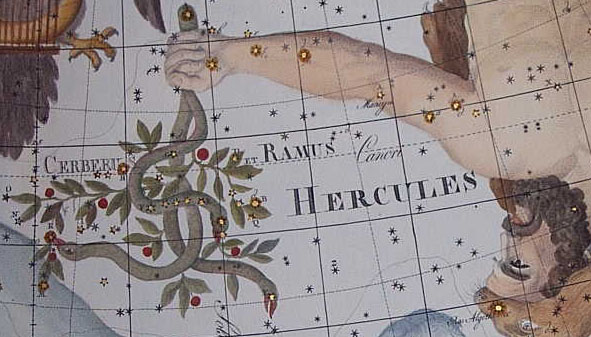
ヨハン・ボーデの星図に描かれたケルベルス座

ケルベルス座（ケルベルスざ、Cerberus）は、現在は使われていない星座の1つ。
ヨハネス・ヘヴェリウスが1687年に作成した星図 Firmamentum Sobiescianum sive Uranographia の中で、ヘルクレス座の頭部とはくちょう座の頭部の間に、現在のヘルクレス座の93、95、96、109番星を用いて作られたのが最初である。その中では、ヨハン・バイエルのウラノメトリアではヘラクレスが握り締めた黄金のリンゴの枝として描かれていた部分を置き換える形で描写された。また地獄の番犬とされるケルベロスだが、星図上では3つの頭が犬ではなく蛇として描かれた。
エドモンド・ハレーの友人でもあった18世紀イギリスの地図製作者で彫版工のジョン・セネクスは、1721年頃に出版した北天星図『Stellarum Fixarum Hemisphaerium Boreale』の中でこの星座をリンゴの枝に絡まっている蛇として描写し、Ramus Cerberus と呼んだ。この描写は後のヨハン・ボーデの「ウラノグラフィア」にも引き継がれている。
1922年に国際天文学連合が現行の88星座を定めた際にヘルクレス座の一部とされ、現在は使われていない。